# Caroline Sonrier
Caroline Sonrier, née en 1955 à Troyes, est une directrice d'opéra française.

## Biographie

### Débuts professionnels
Caroline Sonrier fait ses débuts professionnels dans l'organisation de projets culturels à la fin des années 1970, dans le contexte de la décentralisation. Elle travaille notamment à Cergy-Pontoise et à Versailles avant d'assurer la direction du Centre de la voix de la fondation Royaumont de 1986 à 1993. En 1993, elle prend la direction de la structure pluridisciplinaire Île-de-France Opéra-Ballet,.

### Directrice de l'Opéra de Lille

#### Nomination
Fin 2001, Caroline Sonrier est nommée directrice de l'Opéra de Lille, alors que l'institution est fermée depuis 1998 en raison d'un avis défavorable pour la sécurité. Elle prend ses fonctions à compter de décembre 2003, rouvrant l'Opéra et donnant le coup d'envoi des festivités de Lille 2004, capitale culturelle européenne.

#### Réalisations
Annonçant sa volonté de dépoussiérer l'opéra et la nécessité d'ouvrir le répertoire du baroque à la création contemporaine, elle programme une nouvelle génération de metteurs en scène parmi lesquels Jean-François Sivadier, David Lescot, Eric Ruf, Stanislas Nordey,. Elle accueille en résidence la cheffe d'orchestre Emmanuelle Haïm et son ensemble Le Concert d'Astrée. Son mandat est marqué par plusieurs créations ou reprises d'opéras contemporains telles que Like Flesh de la compositrice Sivan Eldar ou le monumental Freitag aus Licht de Karlheinz Stockhausen. En 2023, elle fête conjointement le centenaire de l'Opéra de Lille et les 20 ans de sa réouverture avec une saison anniversaire qui s'ouvre par Don Giovanni de Mozart sous la direction d'Emmanuel Haïm et dans la mise en scène de Guy Cassiers,.

#### Labélisation de l'institution
Sous sa direction, l'Opéra de Lille obtient, en 2017, le label « théâtre lyrique d'intérêt national » du ministère de la Culture. Le communiqué précise : 
«  [Ce label] a pour objectif de promouvoir des structures dont le programme d'actions artistiques et culturelles présente un intérêt général pour la création, le renouvellement la valorisation et la démocratisation de ce répertoire et de ses formes. » 
Ce conventionnement est reconduit en 2022. 

#### Rapport sur la politique de l'art lyrique en France
Le 1er septembre 2020, la ministre de la Culture Roselyne Bachelot lui confie une mission nationale sur l'état des arts lyriques en France. Remis à la ministre le 5 octobre 2021, le rapport dresse un état des lieux complet du secteur incluant 26 théâtres en région, 4 à Paris et 2 festivals à Aix-en-Provence et à Orange. Le rapport pointe notamment l’interrogation de plus en plus vive des partenaires publics à l’égard des maisons d’opéra, le regard critique d’une partie du secteur culturel, l’évolution spectaculaire des maisons au cours des dernières décennies, les fortes contraintes auxquelles est soumis le modèle institutionnel, la baisse globale de l’activité, le risque d’une fragilisation des piliers du modèle actuel et le défi que représente le développement durable,,. La présentation de cette mission aboutit à la mise en oeuvre par le ministère de la Culture d'une réflexion sur cinq axes de travail prioritaires, comme explicité dans le communiqué :
« la mise en place d’un dispositif d’observation permanente du monde lyrique ; l’accompagnement de la carrière des artistes et des professionnels du secteur par une appréhension des parcours dans leur ensemble ; l’ouverture et l’accessibilité de l’art lyrique au plus grand nombre, tant en ce qui concerne la question des publics que celle des liens entre les maisons d’opéra et leur territoire ; le développement du soutien à la création notamment par le renforcement des résidences ; la mise en œuvre d’objectifs partagés avec l’ensemble des acteurs du monde de la culture en faveur de la diversité, de l’égalité de traitement entre les femmes et les hommes et de la lutte contre toutes les discriminations. »

### Autre engagement
Caroline Sonrier fait partie du comité créé en mars 2013 par la ministre de la Culture Aurélie Filippetti sur les questions de la parité homme-femme dans les champs culturel et médiatique,.

## Décoration
Le 3 juin 2023, elle est élevée au grade d’officière de l'ordre national du mérite.